# When Soft Rains Fall
When Soft Rains Fall ist ein Jazzalbum von Ran Blake und Christine Correa. Es enthält vor allem das Material, das Billie Holiday auf ihrem vorletzten Album Lady in Satin (1959) gesungen hat. Die am 2. und 3. Juli 2018 in der Jordan Hall, Boston, entstandenen Aufnahmen erschienen im September 2020 auf dem Label Red Piano Records. 

## Hintergrund
Lady in Satin entstand bei der vorletzten Aufnahmesession von Billie Holiday im Februar 1958; das Album wurde im Juni 1958, ein Jahr vor ihrem Tod, bei Columbia Records veröffentlicht. Obwohl das Repertoire aus dem Great American Songbook abgeleitet ist, unterscheidet sich Lady in Satin von allen früheren Aufnahmen der Sängerin, da sie sich ausdrücklich dafür entschieden hatte, von den üppigen Orchesterarrangements von Ray Ellis begleitet zu werden, und jedes Lied persönlich aufgrund der Texte ausgewählt hatte. 60 Jahre nach ihrem späten Werk unternahmen der Pianist Ran Blake und seine ehemalige Schülerin Christine Correa den Versuch, eine eigene Perspektive auf das umstrittene Album zu präsentieren. Zusätzlich zu den zwölf Songs von „Lady in Satin“ enthält das Album zwei Solo-Zwischenspiele von Ran Blake, „Big Stuff“ – eine Nummer von Leonard Bernstein, die Holiday bereits 1944 aufgenommen hatte – und Herbie Nichols’ „Lady Sings the Blues“, des Weiteren den Titel „The Day Lady Died“, mit der Original-Musik von Ran Blake zu einem Gedicht von Frank O’Hara.
Der Titel des Albums ist ein Zitat aus dem Song „I Get Along Without You Very Well (Except Sometimes)“, der auf einem Gedicht von Jane Brown Thompson (1868–1939) aufbaut (Except when soft rains fall and drip from leaves / Then I recall the thrill of being sheltered in your arms).

## Titelliste
- Ran Blake / Christine Correa: When Soft Rains Fall (Red Piano Records RPR 14599-4443)

1. I'm a Fool to Want You (Frank Sinatra, Joel Herron, Jack Wolf) 2:59
2. For Heaven’s Sake (Sherman Edwards, Donald Meyer) 4:53
3. The Day Lady Died (Blake/O’Hara) 3:08
4. You’ve Changed (Bill Carey, Carl T. Fischer) 4:23
5. You Don’t Know What Love Is  (Gene DePaul, Don Raye) 3:05
6. The End of a Love Affair (Edward Redding) 3:33
7. For All We Know (J. Fred Coots, Sam M. Lewis) 3:58
8. Big Stuff ( Leonard Bernstein) 1:58
9. I Get Along Without You Very Well  (Hoagy Carmichael) 3:10
10. Violets for Your Furs (Tom Adair, Matt Dennis) 2:22
11. Lady Sings the Blues (Herbie Nichols) 2:26
12. But Beautiful (Johnny Burke, Jimmy Van Heusen) 4:19
13. Glad to Be Unhappy  (Lorenz Hart, Richard Rodgers) 3:13
14. I'll Be Around (Alec Wilder) 1:36
15. It’s Easy to Remember (Lorenz Hart, Richard Rodgers) 4:31

## Rezeption
Fred Kaplan zählte in Slate das Album zu den besten Neuveröffentlichungen des Jahres und meinte, Ran Blake sei vielleicht der exzentrischste Jazzpianist, beeinflusst von einer seltsamen Mischung aus Béla Bartok, Gospel, Thelonious Monk, sowie der Musik von Film Noir und des düsteren Alfred Hitchcock. Er entfessele Balladen in einem traumhaften Fluss. Hier decke er mit Christine Correa alle Songs auf Billie Holidays Album Lady in Satin ab, aber im Gegensatz zum üppigen orchestralen Hintergrund dieser Session sei es nur Correa, die jede Note mit einem rauchigen Indigoblau hinterlege, unterstützt von Blakes seltsam dissonanten Akkorden, was faszinierend sei.

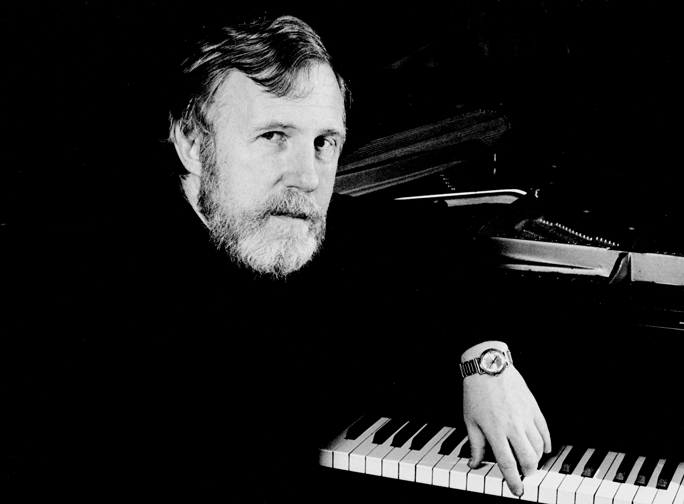
Ran Blake

Mike Shanley meinte in JazzTimes, der Pianist Ran Blake und die Sängerin Christine Correa interpretieren das Originalalbum von Billie Holiday auf When Soft Rains Fall derart, dass es der Art und Weise, wie Holiday Emotionen aus den von ihr gesungenen Texten gerungen habe, angemessen Rechnung trage. In „I'm a Fool to Want You“  erinnere Correa an die ungeübte Stimme von Holiday, nicht im Stil, aber mit einer ähnlichen Wirkung. Blakes reichhaltige, aber unauffällige Begleitung verleihe der Musik eine ideale Menge an Farbe.
Nach Ansicht von George W. Harris (Jazz Weekly) bleibe die krasse und verzweifelte Stimmung des Originals durchgehend erhalten. Blakes „erdrückende akkordische Einleitungen“ zu Stücken wie „Big Stuff“, „Youve Changed“ und „You Don't Know What Love Is“ bildeten die Bühne für Correas Schwärmen und Flehen. Sie sei leidenschaftlich und verzweifelt bei „I'm a Fool to Want You“, durchdringe „Lady Sings the Blues“ und erzähle eine Geschichte über Blakes Einsprengsel zu „The Day Lady Died“.